# 五通古墓群
五通古墓群，位于中国广西壮族自治区临桂县五通公社合丰大队和五通农场，为一个省级文物保护单位，类型为古墓群，为第二批广西壮族自治区文物保护单位，公布时间为1981年8月25日。
五通古墓群的历史年代为汉～南朝。